# Brasão de armas do Reino do Algarve

Este artigo trata do brasão de armas do Reino do Algarve e suas variações. 

Versão moderna do brasão

## Descrição

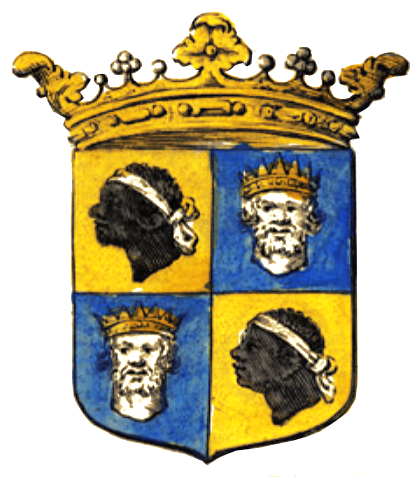
Brasão do Reino do Algarve conforme se encontra no Atlas Contractus de Johannes Janssonius (1666)

O brasão de armas do Reino do Algarve consiste num escudo esquartelado, com os rostos de dois reis mouros de perfil no 1º e 4º quartéis em fundo de ouro e rostos de frente de dois reis cristãos no 2º e 3º quartéis, em fundo vermelho. Algumas variações deste padrão poderão aparecer, nomeadamente no que toca às cabeças dos reis mouros, que parecem mais africanos e que são substituídas na versão moderna por rostos de reis mouros de frente cobertos com uma gutra. Outras variantes poderão apresentar os rostos dos reis cristãos no 1º e 4º quartéis e vice-versa, ou poderão ter cores diferentes nos quartéis.

## Origem
Após a conquista do Algarve, e a querela entre o Rei de Portugal e Castela pela posse deste reino, foi saneada com a concessão do Algarve a Portugal, mas os Reis de Castela continuaram a usar o título do Rei do Algarve nos seus títulos.
Em fins do séc. XV, no casamento da princesa e herdeira do reino Unido de Castela e Aragão Joana I de Castela com Filipe I da Áustria,  o pai deste, o sacro imperador romano Maximiliano I vai acrescentar aos territórios seus súbditos o Reino de Castela e com ele o Reino do Algarve.
Por forma a comemorar e a demonstrar o seu poder imperial, o imperador concessiona a criação do chamado Arco Triunfal, estando entre os seus autores o artista Dürer, entre outros. Esta obra consiste num mosaico de xilogravuras com escudos representando todos os reinos em que o imperador teria como súbditos,  um escudo com a forma aproximada do escudo moderno com o título de Algibi aparece referenciado. Entre outros, aparecem também os escudos que vieram a tornar-se os escudos das Ilhas da Sardenha e da Córsega, que fazem também de cabeças de mouro em perfil.
O uso de cabeças de mouro não é de uso incomum na Europa: a província de Aragão actual usa num dos seus quartéis as cabeças de quatro mouros, é a cruz de Alcoraz, criada para celebrar a vitória dos aragoneses de Pedro I  em 1096 sobre os mouros na batalha de Alcoraz. Quando as ilhas de Córsega e Sardenha estiveram sob domínio aragonês, o uso da referida cruz influenciou a bandeira e brasões dessas ilhas.
Noutra xilogravura de 1515, os filhos de Filipe I e Joana de Castela aparecem a cavalo numa nova xilogravura, figurando no rebordo dela todos os escudos dos reinos sob domínios dos Habsburgo: nele volta aparecer o escudo do Algarve, na legenda junto ao rebordo pode ler-se Allegarbe.
O primeiro uso do escudo num mapa que remonta a 1553 com o título de Nova descriptio Hispaniae. Nela surge o escudo do Algarve no interior do território português.

## Documentos que referenciam o escudo
São vários os documentos que referenciam este escudo, cronologicamente são:
- Arco de Maximiliano de Dürer e outros (1515)
- De zes kinderen van Filips de Schone en Johanna van Castilië de Jan van Nieulandt (1521?)[3]
- Nova descriptio Hispaniae[4] de Hieronymus Cock (1553)
- Nova et accurata regnorum Hispaniae descriptio[5] (séc. XVI, sem ano)
- Armorial universel contenant les armes des principales maisons, estatz et dignitez des plus considérables royaumes de l'Europe de Charles Segoing (c. 1660)[6]
- Atlas Contractus de Johann Janssonius (1666),[1] inspirado no mapa de Fernando Álvaro Seco
- Thesouro da Nobreza de Francisco Coelho (1675)[7][8]
- Tabula Portugalliae Et Algarbia F. De Witt (1675)[9][10]
- Atlante du regno di Portugallo de Coronelli (1689)[11][12]
- Compendio das Armas dos Reynos de Portugal & Algarve & das Cidades & Villas principaes delles de Cristóvão Alão de Morais (?1658-1687?)[13]
- Carte nouvelle de la partie meridionale du royaume de Portugal et des Algarves de Jean Covens e Paul Mortier(1710)[14][15]
- Portugalliae et Algarbiae Regna de Matteus Seutter (Augusburg, c. 1730)[16]
- Armorial Português de Guilherme Luiz dos Santos Ferreira (1920)[17]

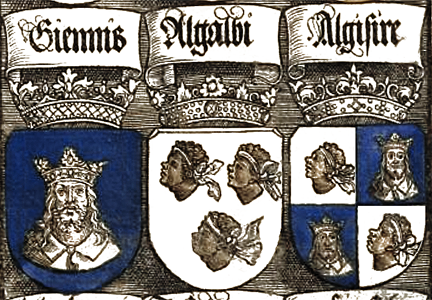
Arco de Maximiliano
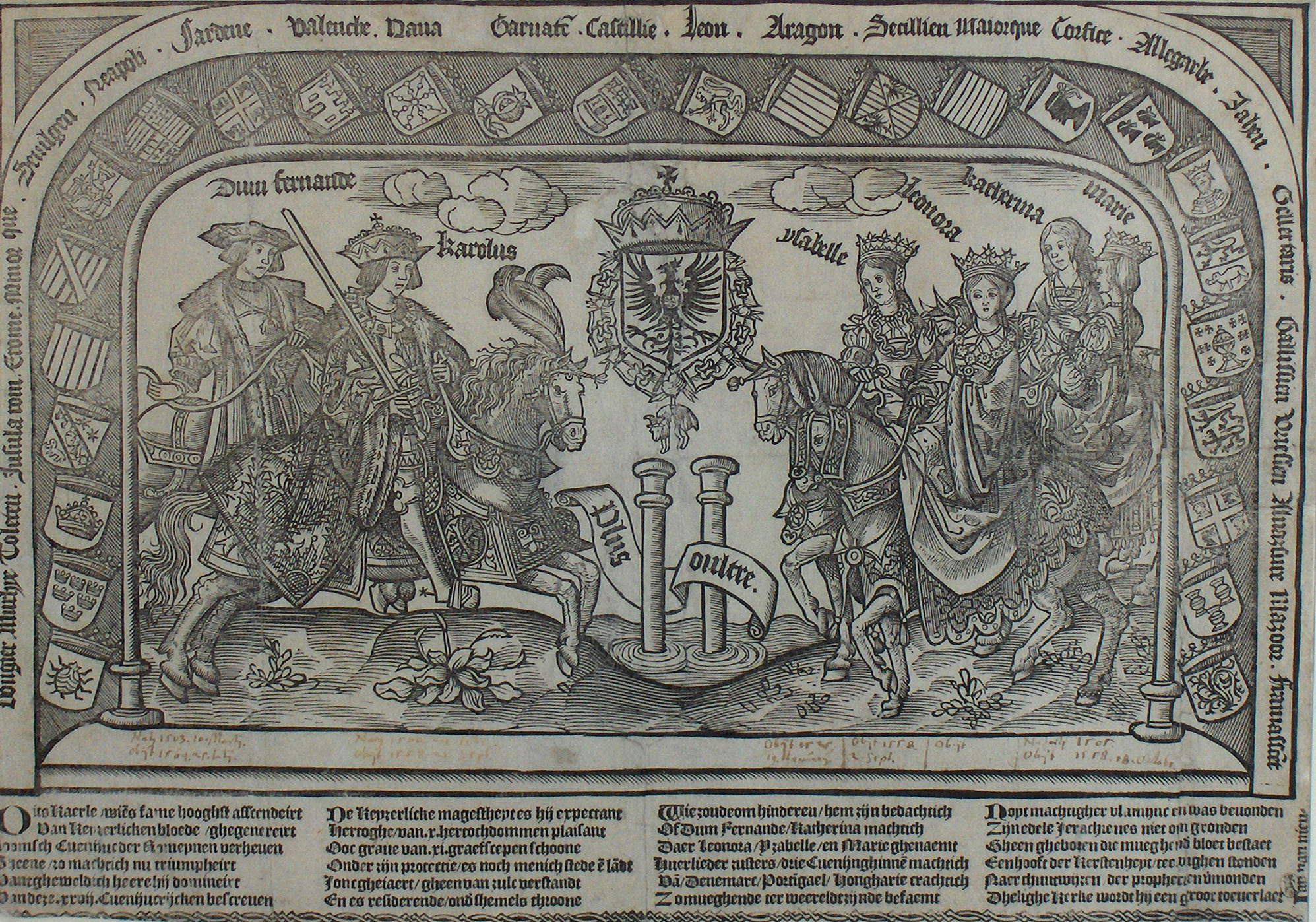
De zes kinderen van Filips
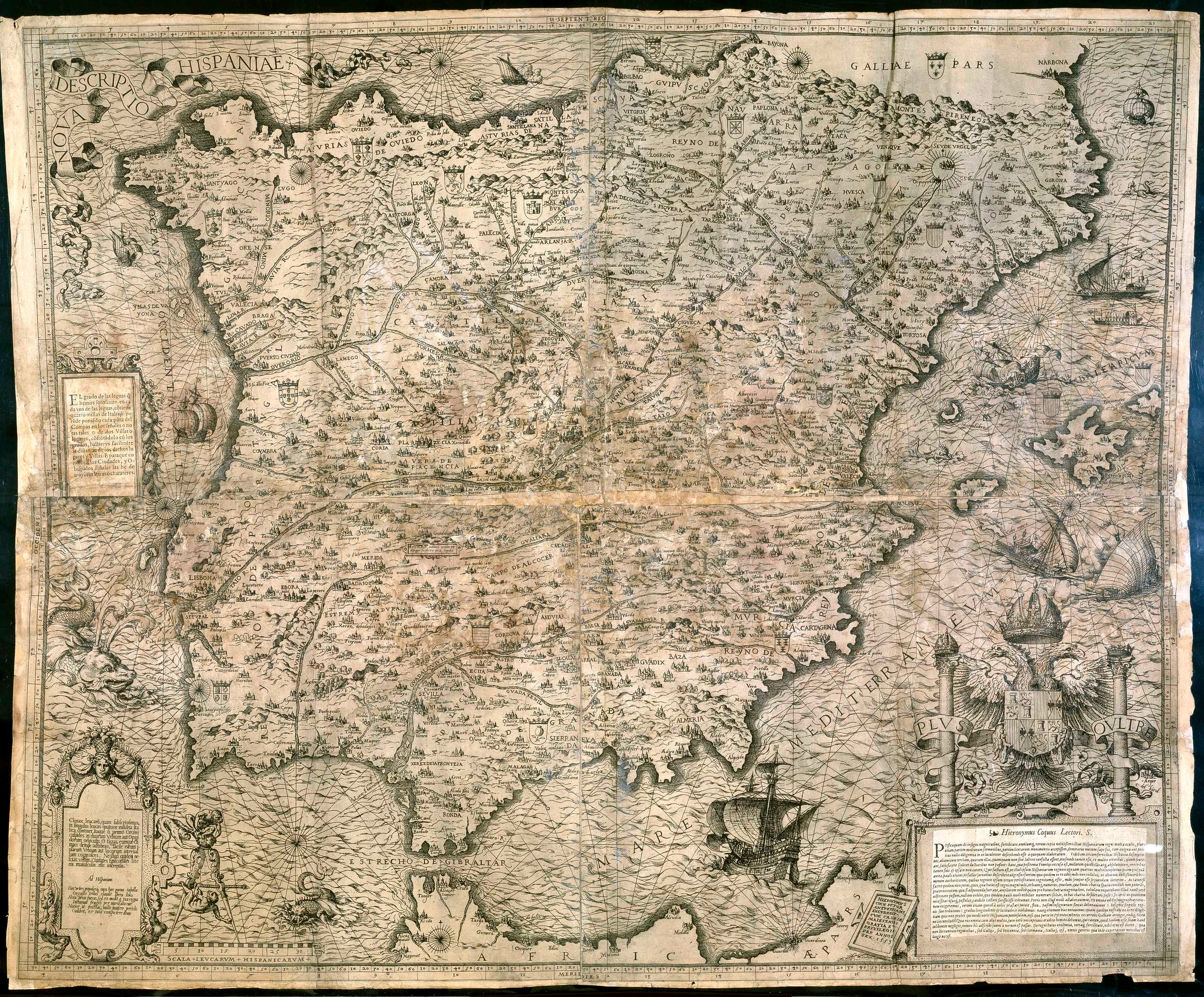
Nova descriptio Hispaniae
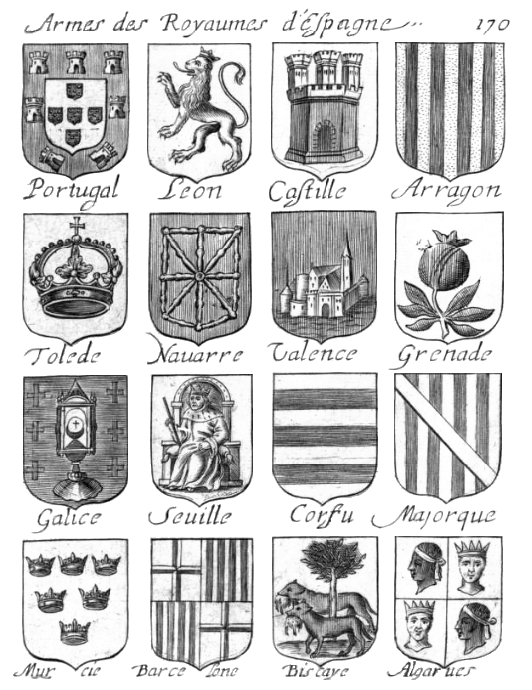
Armorial universel

## Influência nos brasões das autarquias algarvias
Todas as autarquias do Algarve ostentam no seu escudo pelo menos um rosto de um rei mouro e um rei cristão, com excepção dos municípios de Lagos, Faro e Olhão.

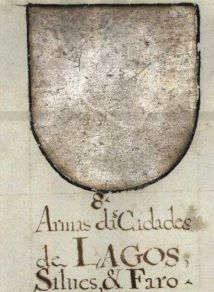
As armas de Silves, antes da reforma em 1927, como se apresentam no Thesouro de Nobreza.

Os autarcas de Silves sentiram a necessidade de 1923 em dotar o município de um brasão que representasse a história da cidade, uma vez que, naquela altura, o brasão da cidade era totalmente liso, o que quer dizer em termos de Heráldica, não apresentar qualquer conteúdo dentro da bordadura. Em 29 de Janeiro de 1924 o presidente da Comissão Executiva da Câmara, Sebastião Ramalho Ortigão resolve contactar a Associação dos Arqueólogos Portugueses com intuito de remodelar o brasão da cidade.
A resposta da associação chega finalmente em Julho de 1925, redigida pelo historiador Afonso de Ornelas, que propõe que o novo brasão da cidade seja inspirado no brasão do Reino do Algarve que figura na Carta marítima de Matteus Seutter Portugallieae et Algarbiae Regna, com acrescento das cinco quinas de Portugal dispostas em cruz. O escudo figuraria sob uma bandeira vermelha, pois seria essa a cor usada pelos mouros nas suas bandeiras. Apenas em 1926 a proposta do novo escudo foi aprovado, já sob o novo presidente Aníbal Sant'Anna.

Em 1945 o Governo Civil de Faro emite a circular nº 29 solicitando ao município de Silves que lhe seja enviado o texto da proposta de Afonso de Ornelas com o novo desenho das armas da cidade, a que a Autarquia de Silves responde no mesmo ano. Cinco anos depois, o Governador Civil do Distrito de Faro emite a circular 43, de 10 de Abril de 1950, comunicando as normas a observar para a aprovação do brasão de armas, selo e bandeira dos municípios do distrito de Faro. Desta forma, quase todos os municípios algarvios reviram os seus escudos com excepção dos supra-citados.

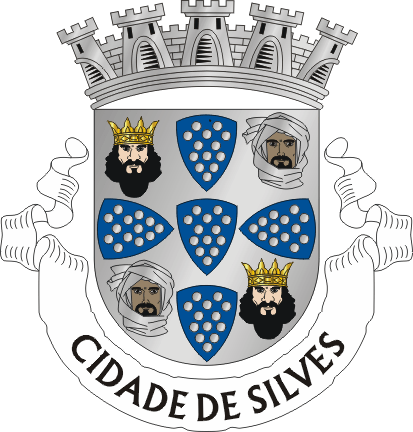
Armas de Silves
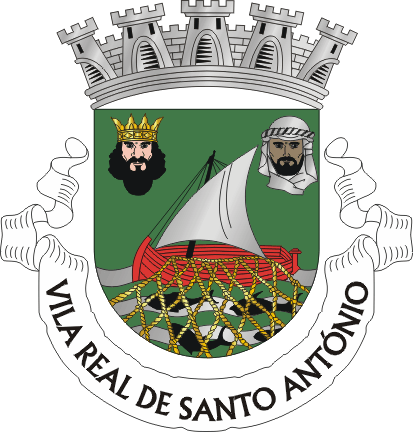
Armas de Vila Real de Santo António
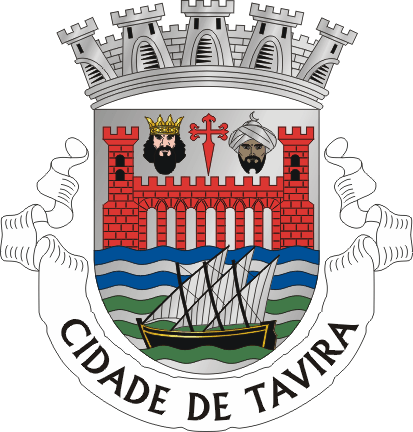
Armas de Tavira
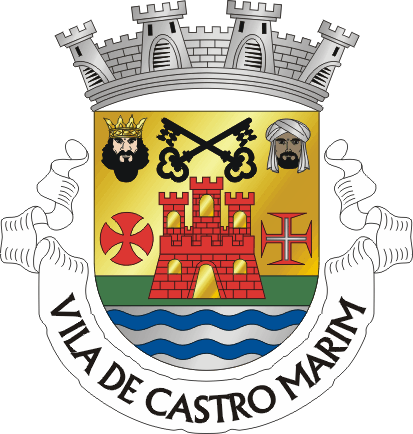
Armas de Castro Marim
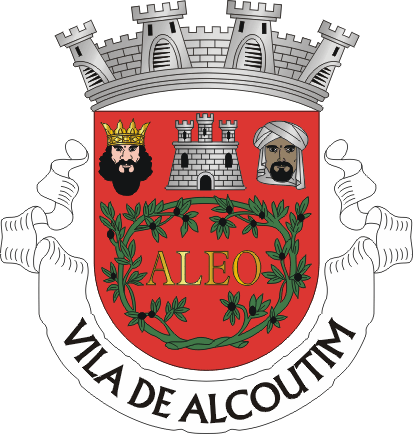
Armas de Alcoutim
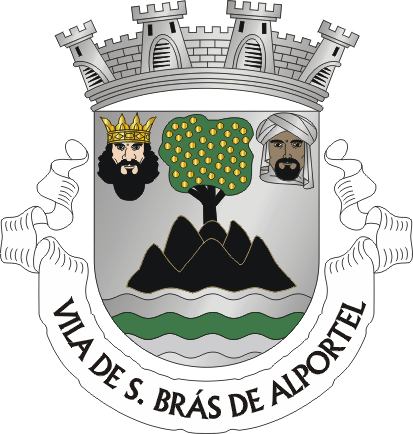
Armas de São Brás de Alportel
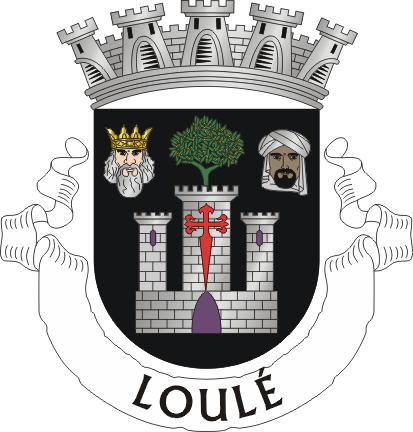
Armas de Loulé
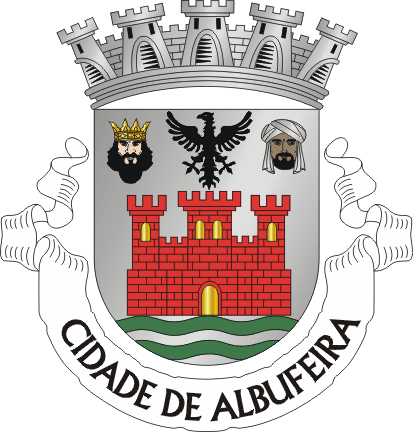
Armas de Albufeira
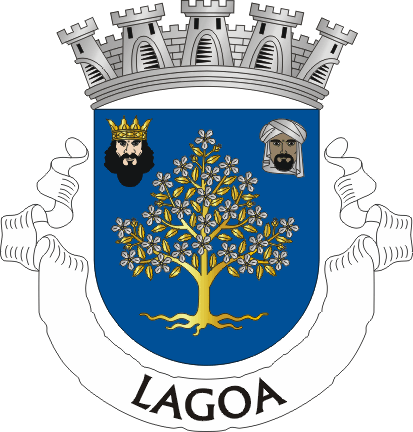
Armas de Lagoa
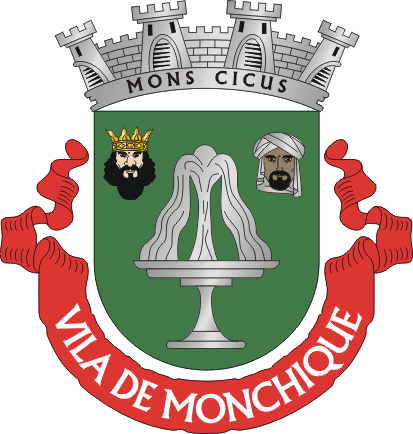
Armas de Monchique
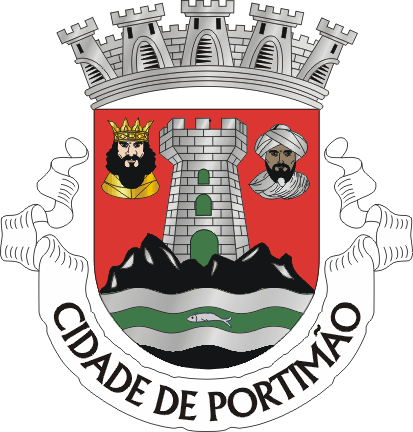
Armas de Portimão
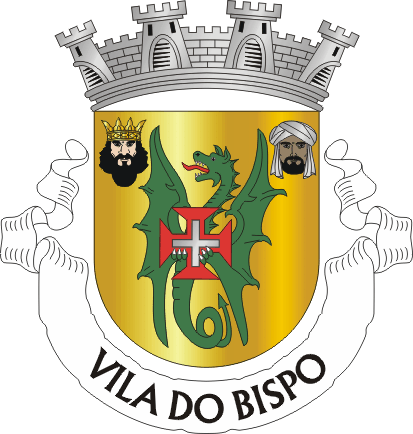
Armas de Vila do Bispo
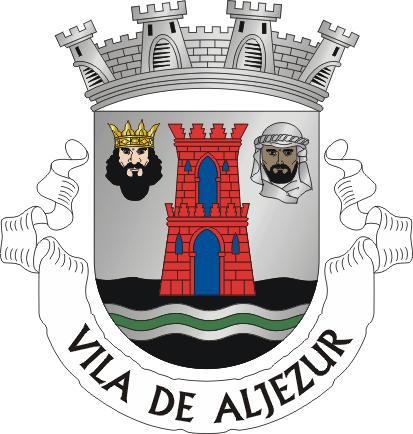
Armas de Aljezur
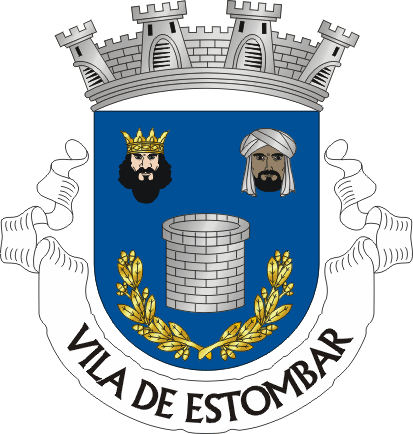
Armas da freguesia de Estômbar
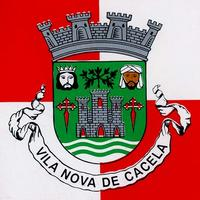
Armas da freguesia de Vila Nova de Cacela

## Outros brasões do Reino do Algarve

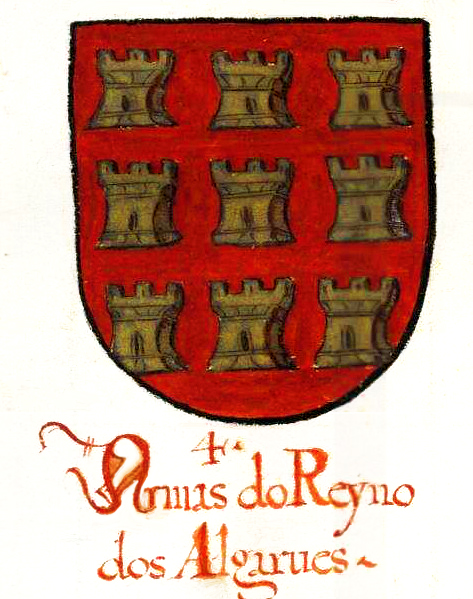
Brasão do Reino dos Algarves, com nove castelos em fundo vermelho, consoante figura no Thesouro de Nobreza

Na obra citada de Francisco Coelho, surge outro escudo no folio 10, preenchido de vermelho com nove castelos. A legenda diz "Reino dos Algarves". Supostamente ilustrará os castelos do Algarve, que formam a bordadura do escudo nacional.

## Polémica

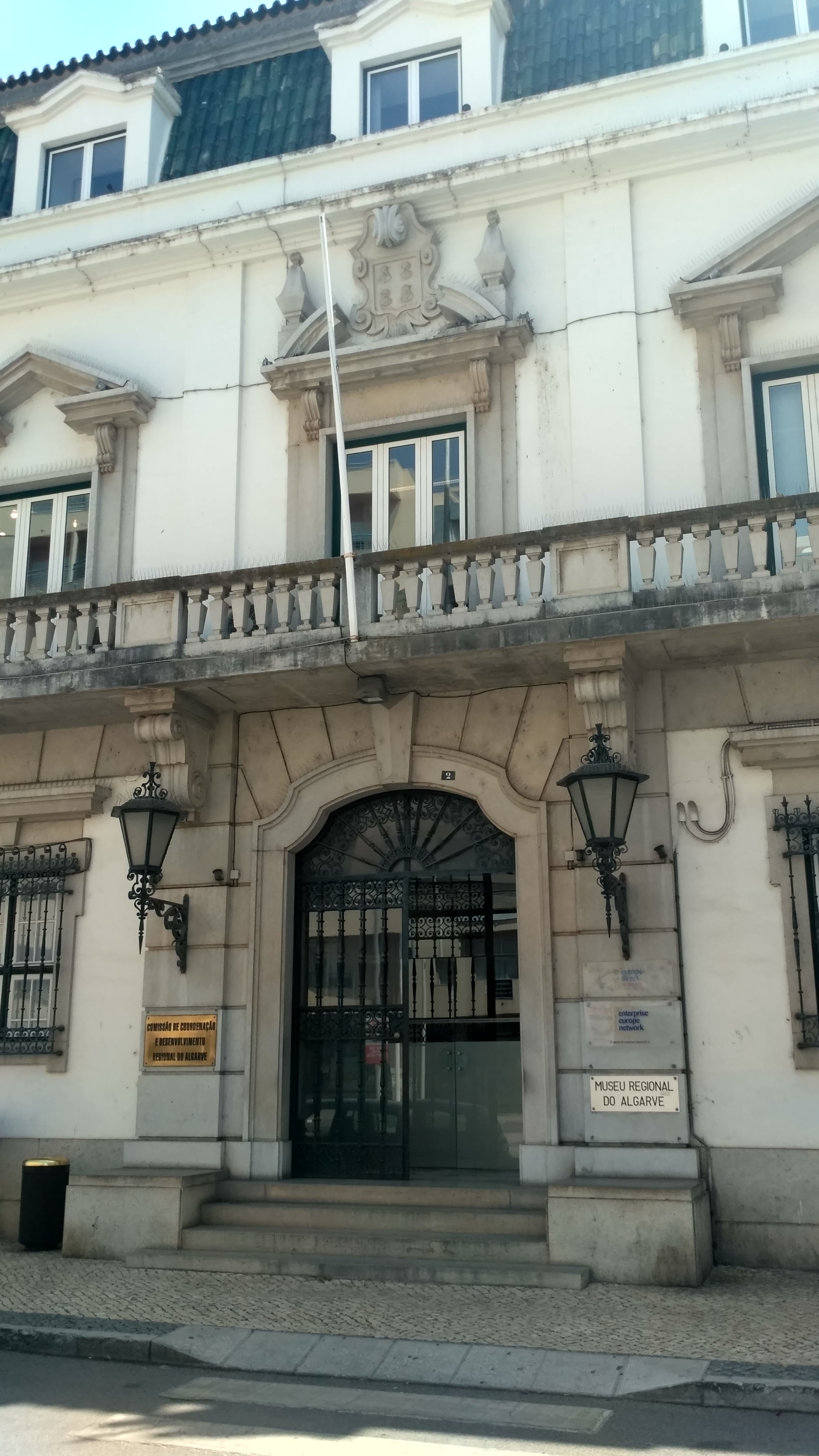
O edifício da antiga Junta de província do Algarve contém no seu frontão o Brasão de Armas do Reino do Algarve, em versão moderna.

Este brasão, apesar de ter sido usado ao longo dos séculos para se referir, sobretudo a nível cartográfico à região conhecida como Algarve, que chegou a ser considerado a título nominal como reino, no entanto, nunca foi usado oficialmente por autoridades que representassem o estado português. Ao contrário dos brasões das Regiões Autónomas dos Açores e da Madeira, o escudo é adoptado a título oficioso, nunca oficial, uma vez que nunca foi publicada qualquer legislação reconhecendo-o como tal. Apenas no edifício da Junta da Província do Algarve, situada em Faro, que aloja a CCDR do Algarve e o Museu Regional do Algarve, à sua entrada foi colocada em 1961 uma pedra de armas mostrando o referido escudo em versão moderna.

## Hiperligações externas
- Link directo para o folio 5 do Thesouro da Nobreza contendo o escudo do Reino do Algarve
- Link directo para o folio 10 contendo o escudo do Reino dos Algarves